# Quận Franklin, Arkansas
Quận Franklin là một quận thuộc tiểu bang Arkansas, Hoa Kỳ.
Quận này được đặt tên theo Benjamin Franklin. Theo điều tra dân số của Cục điều tra dân số Hoa Kỳ năm 2000, quận có dân số 17.771 người. Quận lỵ đóng ở Charleston và Ozark.6. Đây là quận cấm rượu hay quận khô. Quận được lập ngày 19 tháng 12 năm 1837. Phía bắc quận là sông Arkansas.

## Địa lý
Theo Cục điều tra dân số Hoa Kỳ, quận có diện tích km2, trong đó có km2 là diện tích mặt nước.